# Zdobycie kościoła św. Krzyża i Komendy Policji
Zdobycie kościoła św. Krzyża i Komendy Policji – uwieńczony powodzeniem szturm na kościół św. Krzyża i sąsiedni gmach Komendy Policji przy Krakowskim Przedmieściu przeprowadzony przez oddziały Armii Krajowej 23 sierpnia 1944 roku, w czasie powstania warszawskiego.
Komenda wraz z kościołem i sąsiednimi budynkami stanowiła silnie broniony kompleks, który wbijał się klinem w opanowane przez powstańców tereny Śródmieścia Północnego. Po blisko siedmiogodzinnej zaciętej walce żołnierze AK opanowali oba obiekty, zabili lub wzięli do niewoli ponad 110 Niemców wraz z ich dowódcą, a także zdobyli znaczne ilości broni, amunicji i innego wyposażenia. 
Zdobycie kościoła św. Krzyża i Komendy Policji było jednym z największych polskich sukcesów taktycznych w czasie powstania warszawskiego.

## Preludium

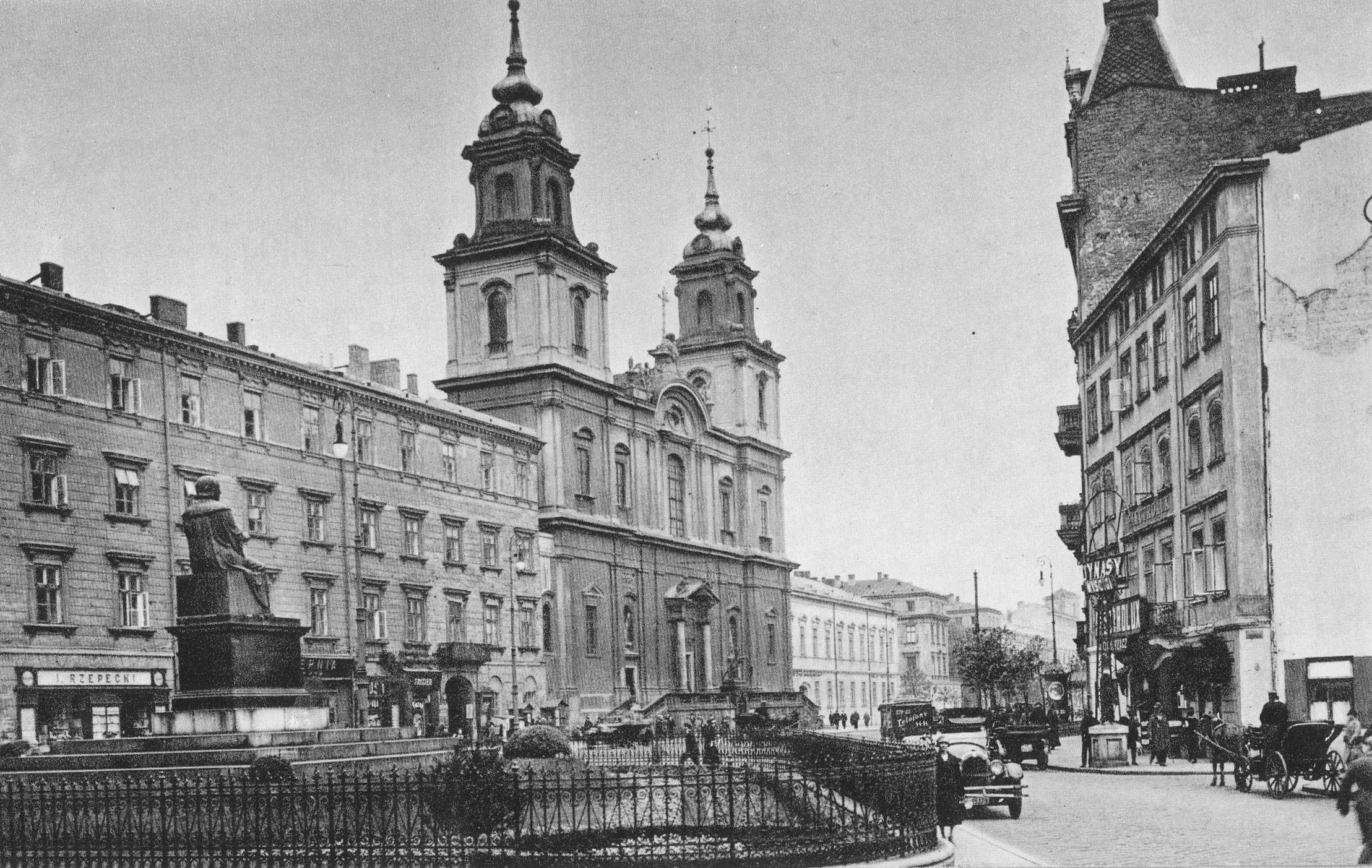
Kościół św. Krzyża i przylegający doń z lewej strony gmach Komendy Miejskiej Policji Państwowej. Zdjęcie przedwojenne

W okresie międzywojennym w kamienicy przy Krakowskim Przedmieściu 1 mieściła się Komenda Miejska Policji Państwowej. Z kolei czasie niemieckiej okupacji znajdowała się tam komenda polskiej „granatowej policji”. Od północy do kamienicy bezpośrednio przylegał kościół św. Krzyża (Krakowskie Przedmieście 3), a od południa – pałac Zamoyskich, będący przed wojną siedzibą Ministerstwa Spraw Wewnętrznych (Nowy Świat 67/69).
W myśl powstańczych planów Krakowskie Przedmieście znajdować się miało w strefie działań VIII Zgrupowania Obwodu Śródmieście Okręgu Warszawskiego Armii Krajowej. Zadanie zdobycia Komendy Policji otrzymała jego 3. kompania dowodzona przez por. Jana Piotrowskiego ps. „Lewar”. Pozostałe pododdziały VIII Zgrupowania miały opanować: Elektrownię Miejską, kampus Uniwersytetu Warszawskiego, „Dom Niemiecki” w gmachu przedwojennego pałacu Rady Ministrów oraz sąsiedni Hotel Bristol, wartownię przy Wybrzeżu Kościuszkowskim, garaże SS znajdujące się w rejonie ulic Oboźnej i Dynasy.
1 sierpnia 1944 roku 3. kompania nie zdołała opanować Komendy. Przed godziną „W” na punkcie zbornym w lokalu „Mazovia” przy ul. Mazowieckiej 8 stawił się bowiem jedynie por. „Lewar” i jego trzech żołnierzy. Było to spowodowane faktem, że żołnierze 3. kompanii pochodzili w większości z Żoliborza, Marymontu, Bielan i Powązek. Zbyt krótki czas mobilizacji oraz przedwczesny wybuch walk na Żoliborzu i Woli sprawiły, że nie zdołali dotrzeć na czas do swego oddziału.
Wobec braku broni i żołnierzy „Lewar” był zmuszony zaniechać działań ofensywnych i skupić się na odtworzeniu swego oddziału. Wkrótce stan liczebny zwiększył się dzięki napływowi spóźnionych żołnierzy 3. kompanii oraz powstańców, którzy nie zdążyli dotrzeć do swoich macierzystych oddziałów. Z pomocą ludności cywilnej przystąpiono do budowy barykad, kopania rowów łącznikowych i wybijania przejść w murach. Wieczorem 2 sierpnia pod komendą „Lewara” znajdowało się już około 70 żołnierzy i sanitariuszek, a 4 sierpnia – już 99 osób. Zasoby broni i amunicji były jednak skromne. Po siedmiu dniach walk żołnierze 3. kompanii dysponowali jedynie 4 pistoletami maszynowymi, 6 karabinami, 11 pistoletami, 180 granatami i 200 butelkami zapalającymi.
Tymczasem niedługo po rozpoczęciu walk w kwartale ulic, w którym operowała kompania „Lewara”, pojawiły się poddziały batalionu „Gustaw”, a dokładnie kompania „Grażyna” z przydzieloną jej sekcją oddziału specjalnego. Dowodził nimi ppor. Marian Krawczyk ps. „Harnaś”. Jego kompania pierwotnie miała opanować Dom Bez Kantów oraz zablokować wjazd na pl. Piłsudskiego od strony Krakowskiego Przedmieścia. Z powodu dotkliwego braku broni oraz silnego niemieckiego ostrzału z Poczty Głównej, który zablokował ul. Świętokrzyską, „Grażyna” nie zdołała jednak wykonać swego zadania. W nocy z 1 na 2 sierpnia „Harnaś” podjął próbę przedostania się pod osłoną ciemności w rejon ul. Królewskiej, lecz jego oddział zdołał dotrzeć jedynie w rejon ulic Mazowieckiej i Czackiego. 2 sierpnia „Grażyna” i oddział specjalny wzięły udział w zwycięskim natarciu na Pocztę Główną, w którego efekcie znacznie poprawiły swój stan uzbrojenia. Jeszcze tego samego dnia dołączył do nich kolejny pododdział macierzystego batalionu, tj. kompania „Genowefa” pod dowództwem por. Mieczysława Ciopy ps. „Marabut”. 
2 sierpnia „Harnaś” otrzymał od kpt. Ludwika Gawrycha rozkaz wzywający go do powrotu do głównych sił batalionu „Gustaw”, przebywających w tym czasie na Woli. Podporucznik zignorował jednak rozkaz przełożonego, decydując się na pozostanie w Śródmieściu Północnym. Co więcej, przekonał por. „Marabuta”, by ten dołączył do niego wraz ze swą kompanią. Decydującą rolę odegrały tu zapewne czynniki ambicjonalne, aczkolwiek decyzja „Harnasia” została usankcjonowana przez komendanta Obwodu Śródmieście ppłk Franciszka Pfeiffera ps. „Radwan”. Zakładał on bowiem, że „Grażyna” i „Genowefa” wraz z kompanią „Lewara” utworzą nowe zgrupowanie, które będzie osłaniać siły powstańcze przed ewentualnym niemieckim natarciem z rejonu Krakowskiego Przedmieścia. Dowództwo nad zgrupowaniem miał z racji starszeństwa objąć por. „Lewar”. 
Ambitny „Harnaś” nie miał zamiaru podporządkowywać się rozkazom „Lewara”. Ostatecznie udało się wypracować niepisane porozumienie w sprawie podziału zadań między poszczególnymi pododdziałami. „Lewar” zabezpieczył wlot ul. Czackiego w ul. Traugutta, lokując swą główną placówkę w gmachu PKO przy ul. Traugutta 7. „Genowefa” odpowiadała za obronę dalszej części ul. Czackiego; jej główna placówka znajdowała się w gmachu Towarzystwa Kredytowego Miejskiego przy ul. Czackiego 21/23, aczkolwiek obsadzono także parzystą stronę ulicy – frontem ku kościołowi i Komendzie. „Grażyna” zablokowała ul. Świętokrzyską.

## Starcia w pierwszych tygodniach powstania
W pierwszych dniach powstania Niemcy utrzymali kontrolę nad Krakowskim Przedmieściem, silnie obsadzając kampus Uniwersytetu Warszawskiego, kościół św. Krzyża, Komendę Policji oraz pałac Staszica. Ruiny pałacu Zamoyskich na rogu Nowego Światu i Świętokrzyskiej, a także kamienica Raczyńskich i ruiny gimnazjum im. św. Stanisława Kostki przy ul. Traugutta stanowiły natomiast swoistą „ziemię niczyją”. Dopiero po pewnym czasie Niemcy obsadzili teren między pl. Piłsudskiego a ul. Traugutta.
5 sierpnia z rejonu pałacu Staszica wyszło niemieckie natarcie w sile czterech czołgów i około dwóch plutonów policji. Jego celem było opanowanie linii Nowego Światu. Jeden czołg ruszył Nowym Światem, kierując się na powstańczą barykadę przy ul. Ordynackiej, pozostałe wjechały w ul. Świętokrzyską. Przed czołgami w charakterze „żywych tarcz” Niemcy pędzili kilkuset polskich cywilów, których zabrali z domów przy Krakowskim Przedmieściu i bocznych ulicach. Popełnili jednak błąd, gdyż zamiast wmieszać się w tłum zakładników, postępowali w ślad za nim. Wykorzystując ten fakt, żołnierze „Harnasia” głośnymi okrzykami wezwali cywilów do ucieczki, a gdy ci rozbiegli się lub rzucili na ziemię, zasypali policjantów gwałtownym ogniem. Zaskoczeni pozbawieniem osłony Niemcy ponieśli dotkliwe straty. W kierunku czołgów poleciały granaty i butelki zapalające. Po kilkunastominutowej walce atakujący byli zmuszeni się wycofać. Załamanie się ataku wzdłuż Świętokrzyskiej zmusiło do odwrotu także oddział nacierający w kierunku Ordynackiej. Sukces ten powstańcy przypłacili jednak bolesną stratą. W czasie walki poległ bowiem dowódca kompanii „Genowefa” por. „Marabut”.
Na widok uciekających Niemców kpt. Kazimierz Wojtczak ps. „Mandaryn” z „pułku NSZ im. Władysława Sikorskiego” wezwał żołnierzy do uderzenia na gmach Komendy, krzycząc: „Chłopcy, oni uciekają, są zdemoralizowani, naprzód do ataku”. Wezwania posłuchało kilku żołnierzy, w większości z jego macierzystego pułku. Spontaniczny i nieprzygotowany atak zakończył się tragicznie. Gdy siedmiu powstańców wbiegło na dziedziniec spalonego gmachu MSW, otworzył do nich ogień niemiecki karabin maszynowy, który był ulokowany przy otworze wybitym w murze, który odgradzał dziedziniec MSW od terenu Komendy. Czterech żołnierzy padło zabitych, a trzech zostało rannych. Koledzy nie byli w stanie przyjść rannym z pomocą, gdyż z powstańczej placówki w domu LOPP przy ul. Świętokrzyskiej 12 można było się przedostać na dziedziniec tylko przez małą furtkę, która znajdowała się pod niemieckim ostrzałem. Dopiero po upływie blisko godziny udało się wybić wyłom w murze, przez który na dziedziniec przedostał się polski sanitariusz. Jeden z rannych zdołał uciec przez wyłom, drugiego zabiła seria karabinu maszynowego z wieży kościoła św. Krzyża. Również ta droga ucieczki została zablokowana, przez co sanitariusz zdołał powrócić do swojego oddziału dopiero po zapadnięciu zmroku. Trzeci ranny zmarł w międzyczasie z upływu krwi. Dziedziniec, na którym tragicznie zakończyło się polskie natarcie, nazywano odtąd „ogrodem śmierci”.
Po śmierci por. „Marabuta” ppor. Krawczyk stał się niekwestionowanym dowódcą wszystkich pododdziałów batalionu „Gustaw”, które pozostały w Śródmieściu. 6 sierpnia powołał do życia nowe zgrupowanie, które od jego pseudonimu przyjęło nazwę „Harnaś”. Dowódca Obwodu Śródmieście zaakceptował ten fakt dokonany, a nawet zawnioskował o awans „Harnasia” do stopnia porucznika. 7 sierpnia zgrupowanie uległo wzmocnieniu, gdyż dołączyła do niego kompania batalionu „Gustaw” dowodzona przez por. Janusza Zapolskiego ps. „Janusz”, która zdołała się wycofać ze Starego Miasta przed jego ostatecznym okrążeniem przez Niemców. 12 sierpnia ppłk. „Radwan” formalnie włączył kompanię „Lewara” w skład zgrupowania „Harnaś”. W praktyce nadal operowała ona jednak jako niezależna jednostka. Powstał w ten sposób, wedle słów Roberta Bieleckiego, „dziwny stan wzajemnej tolerancji i nieformalnej współpracy, w którym nie wszystkie sprawy zostały dopowiedziane do końca”.
Do połowy sierpnia w rejonie ulic Świętokrzyskiej i Czackiego nie toczyły się poważniejsze walki. Niemcy nie przejawiali większej aktywności, ograniczając się do ostrzeliwania polskich pozycji. Często dochodziło też do pojedynków snajperskich. 15 sierpnia salwa niemieckiej wyrzutni rakietowej „Nebelwerfer” trafiła w dom przy ul. Mazowieckiej 4, zabijając dziewięciu żołnierzy kompanii „Grażyna” i ciężko raniąc wielu innych.

## Szturm 23 sierpnia

### Przygotowania
Silne niemieckie punkty oporu, którymi stały się kościół św. Krzyża i gmach Komendy Policji, wbijały się klinem w polskie pozycje, osłaniały „dzielnicę rządową” przed atakiem od południa, a także broniły dostępu do Starego Miasta i arterii komunikacyjnej wiodącej ku mostowi Kierbedzia. Z tego względu niemieckie dowództwo było zdeterminowane utrzymać oba obiekty w swoich rękach. Obsadzono je silną załogą, liczącą od 160 do 180 obrońców, w większości funkcjonariuszy policji ochronnej oraz wschodnich kolaborantów. Byli oni obficie wyposażeni w broń maszynową, a według niektórych źródeł także w dwa działka przeciwpancerne. W Komendzie przebywało ponadto od 60 do 80 „granatowych policjantów”.
Komenda Policji mieściła się w kamienicy mającej kształt litery „L”, składającej się z trzypiętrowego frontowego skrzydła, które przylegało do kościoła św. Krzyża oraz dwupiętrowej oficyny, która razem z drewnianymi garażami zamykała dziedziniec od strony ul. Świętokrzyskiej. Obok kościoła i Komendy w skład niemieckiej pozycji wchodziły jeszcze dwa obiekty. Pierwszym był poprzeczny budynek ulokowany między kościołem a ruinami gimnazjum św. Stanisława Kostki, popularnie zwany „księżówką”. Drugim – wartownia w dawnym komisariacie przemysłowym, nazywana przez Niemców Mittelswache. Cały ten zwarty kompleks oddzielał od polskich placówek przy ul. Czackiego szeroki pas odkrytej przestrzeni, który w razie ataku mógł błyskawicznie zostać pokryty krzyżowym ogniem broni maszynowej. Dodatkowo dostępu do kościoła bronił ceglany mur, a do Komendy i Mittelswache – wysoki parkan. Takiej osłony nie miała „księżówka”, jednakże po jej zachodniej stronie Niemcy wybudowali bunkier z karabinem maszynowym. Drugi bunkier znajdował się na przedpolu Komendy. Pałac Zamoyskich, który od południa przylegał do gmachu Komendy, został 4 sierpnia spalony przez Niemców i odtąd stanowił „ziemię niczyją”.
Mimo niepowodzenia w godzinie „W” powstańcy nie porzucili myśli o opanowaniu kościoła i Komendy. Obsadzony przez Niemców kompleks znajdował się pod stałą obserwacją, której celem było oszacowanie liczebności załogi i wyszukanie słabych punktów obrony. Plany natarcia opracowywali niezależnie od siebie zarówno „Lewar”, jak i rywalizujący z nim „Harnaś”. 
- „Lewar” już 17 sierpnia przedstawił swój projekt komendzie obwodu[32]. Wychodząc z założenia, że frontalny atak od strony ul. Czackiego nie rokuje szans powodzenia, proponował, aby rozpocząć uderzenie od zdobycia kościoła św. Krzyża. Powstańcy mieli się przedostać w pobliże świątyni przejściami wybitymi w piwnicach domów przy ul. Traugutta. Po jej zdobyciu mieli natomiast niepostrzeżenie przedostać się do „księżówki” podziemnym przejściem, o którego istnieniu poinformował ich kościelny organista nazwiskiem Matysiak. W międzyczasie oddziały „Harnasia” miały odwrócić uwagę obrońców, intensywnie ostrzeliwując „ksieżówkę” i Mittelswache[31][33]. Jednocześnie w celu osłony przed spodziewanym niemieckim kontratakiem obrona ul. Traugutta miała zostać wzmocniona do 70 żołnierzy z dwoma PIAT-ami[34].
- „Harnaś” skłaniał się początkowo do przeprowadzenia frontalnego szturmu na Komendę, a później rozważał przedostanie się w jej pobliże przez ruiny pałacu Zamoyskich. Po pewnym czasie jego żołnierze odkryli jednak, że w południowej, ślepej ścianie oficyny Komendy („ściana z winem”) Niemcy wybili furtkę, której nie zaznaczono na przedwojennych planach budynku. „Harnaś” doszedł do wniosku, że właśnie w tym miejscu nastąpić powinno uderzenie. Jego plan przewidywał ponadto obsadzenie niebronionego przez Niemców pałacu Staszica – celem przerwania komunikacji między obrońcami Komendy a załogą Uniwersytetu[35].

W połowie sierpnia dowódca Okręgu Warszawskiego AK płk. Antoni Chruściel ps. „Monter” optymistycznie oceniał rozwój sytuacji na frontach powstańczych i planował podjąć szeroko zakrojone działania zaczepne w kierunku Śródmieścia Południowego i Mokotowa. Przed rozpoczęciem ofensywy zamierzał jednak skrócić swój front i uzyskać większą swobodę operacyjną. W tym celu zarządził likwidację silnych niemieckich punktów oporu, które jak dotąd skutecznie wiązały powstańcze oddziały w Śródmieściu Północnym. Jako pierwszy został zdobyty gmach PAST-y przy ul. Zielnej 37/39 (20 sierpnia). Sukces ten wywołał falę optymizmu w powstańczych szeregach. Jeszcze tego samego dnia ppłk. „Radwan” zwołał naradę, w której trakcie zapadła decyzja o przeprowadzeniu w najbliższych dniach natarcia na Komendę Policji i kościół św. Krzyża. Uderzenie na te obiekty przeprowadzić miały oddziały śródmiejskie. Jednocześnie operujące na Powiślu Zgrupowanie „Krybar” miało podjąć próbę zdobycia Uniwersytetu Warszawskiego. „Radwan” zgodził się na przydzielenie „Lewarowi” dodatkowej broni i amunicji. Początkowo zakładano, że atak nastąpi 24 sierpnia. Na dwa dni przed wyznaczoną datą odkryto jednak, że Niemcy wznoszą barykadę na Krakowskim Przedmieściu. Zapadła wtedy decyzja o przyspieszeniu natarcia o jeden dzień.

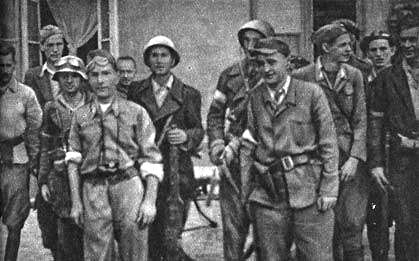
Major Bernard Romanowski ps. „Wola” (z podwiniętymi rękawami) sfotografowany po zakończeniu walk o Komendę Policji

Podczas narady w dniu 20 sierpnia „Radwan” oznajmił, że ogólne dowództwo nad nacierającymi oddziałami sprawował będzie jego szef sztabu, mjr Bernard Romanowski ps. „Wola”. Jednocześnie postanowił wesprzeć „Lewara” i „Harnasia” dodatkowymi pododdziałami: plutonem oddziału dywersji bojowej „Rygiel” (dowódca ppor. Józef Rybicki ps. „Andrzej”), plutonem kompanii „Koszta” (dowódca: pchor. Włodzimierz Radajewski ps. „Rataj”), plutonem żandarmerii AK (dowódca: por. Piotr Umiński ps. „Mazur”), drużyną oddziału osłonowego Tajnych Wojskowych Zakładów Wydawniczych (dowódca: plut. NN „Janek”). Na krótko przed rozpoczęciem walki do oddziałów szturmowych dołączyła jeszcze drużyna z „pułku NSZ im. Władysława Sikorskiego”. Tym samym przystępując do natarcia mjr. „Wola” dysponował łącznie 280 żołnierzami.
Plan natarcia opierał się na złożeniach opracowanych przez „Lewara”. Polskie oddziały miały uderzyć z podstaw wyjściowych przy ulicach Czackiego i Traugutta. Podzielono je w następujący sposób:
- na lewym skrzydle natarciem dowodził „Lewar”, któremu podlegały cztery drużyny z jego własnej kompanii oraz pluton kompanii „Koszta”[c]. Siły te liczyły łącznie ok. 100 żołnierzy. „Lewarowi” przydzielono dodatkowo dwie minerki z kobiecych patroli minerskich: Barbarę Matys ps. „Baśka” i Elizę Grabowską ps. „Ada”.
- w centrum natarciem dowodził „Harnaś”, któremu podlegały grupy szturmowe wydzielone z kompanii „Grażyna”, „Genowefa” i „Janusz” jego macierzystego zgrupowania, a także pluton oddziału „Rygiel”[d], drużyna żandarmerii AK oraz drużyna NSZ z „pułku im. Sikorskiego”. Siły te liczyły łącznie ok. 130 żołnierzy.
- na prawym skrzydle natarciem dowodził ppor. Stanisław Wysocki ps. „Ryszard”. Podlegało mu około 40 żołnierzy z kompanii „Grażyna” i „Janusz”. Przydzielono mu ponadto dwie NN minerki z kobiecych patroli minerskich.
- dziesięcioosobowa grupa szturmowa z oddziału specjalnego Zgrupowania „Harnaś”, dowodzona przez ppor. Seweryna Krzyżanowskiego ps. „Biskup”, miała obsadzić pałac Staszica.

Stanowisko dowodzenia mjra „Woli” mieściło się w domu przy ul. Czackiego 14, przy nacierających w centrum oddziałach „Harnasia”.
Już po oddaniu pierwszych strzałów do walki spontanicznie przyłączyła się drużyna pchor. „Bończy” z batalionu „Kiliński”. Później „Radwan” wzmocnił nacierających jeszcze dwoma pododdziałami: kolejnym plutonem z kompanii „Koszta” oraz kolejną drużyną z oddziału osłonowego TWZW. Tym samym w natarciu na kościół św. Krzyża i Komendę wzięło ostatecznie udział ponad 330 polskich żołnierzy.

### Przebieg

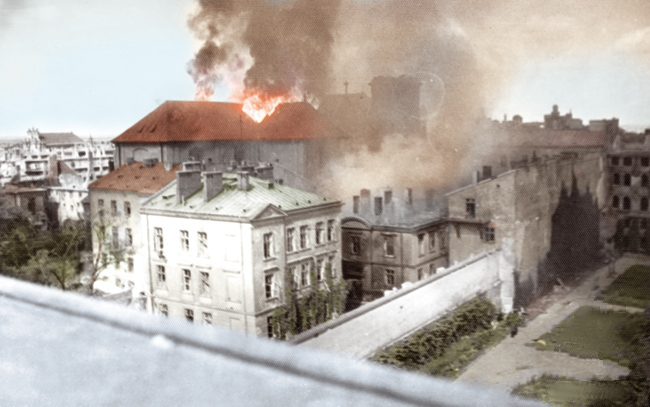
Płonący kościół św. Krzyża widziany od strony ul. Czackiego

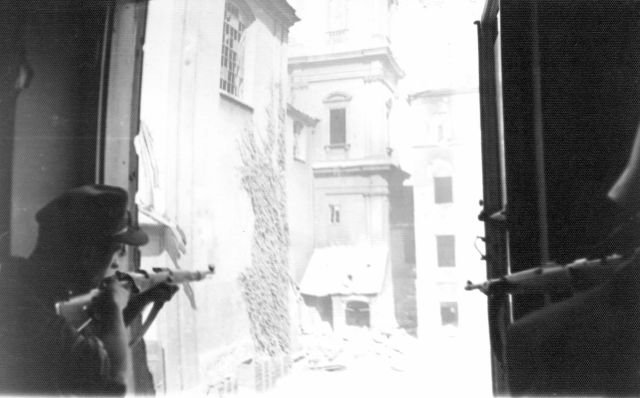
Powstaniec ostrzeliwujący niemieckie pozycje

Mniej więcej na godzinę przed wyznaczonym terminem natarcia polscy żołnierze zaczęli zajmować stanowiska wyjściowe. W celu zachowania maksymalnej ciszy niektórzy obwiązali swe buty szmatami. Jako pierwsza do akcji wkroczyła grupa ppor. „Biskupa”. Okrężną drogą przedostała się na tyły pałacu Staszica, po czym obsadziła gmach. W sali kolumnowej ulokowano stanowisko powstańczego rkm. Wkrótce do żołnierzy „Biskupa” dołączyła grupa por. „Jasia” ze Zgrupowania „Krybar”. Dzięki jej przybyciu obsada pałacu wzmocniła się m.in. o dodatkowy rkm i granatnik PIAT.
O godzinie 3:30 żołnierze „Harnasia” zaczęli ostrzeliwać „księżówkę” i Mittelswache. Podstęp okazał się skuteczny. Niemcy wzmocnili obronę obu obiektów, przypuszczając, że tu nastąpi polskie natarcie. „Harnaś” nie zamierzał jednak ograniczać się do działań pozorujących. Zgodnie z jego pierwotnym planem prawe skrzydło podjęło próbę zaatakowania oficyny Komendy. W tym celu minerki przydzielone do grupy ppor. „Ryszarda” wysadziły mur, który oddzielał podwórze domu przy ul. Czackiego 8 od „ogrodu śmierci”. Eksplozja okazała się jednak zbyt silna – mur zawalił się na odcinku kilku metrów, a najbliżej stojących powstańców dotkliwie poraniły odłamki cegieł. Co gorsza, zawalony mur odsłonił powstańców, którzy błyskawicznie znaleźli się pod ogniem nieprzyjaciela. W konsekwencji prawe skrzydło natarcia zostało przygwożdżone na pozycjach wyjściowych. Jedna z niemieckich kul ciężko raniła ppor. „Ryszarda”.
Tymczasem drużyny „Lewara” przedostały się tunelem wzdłuż ul. Traugutta na dziedziniec gimnazjum im. św. Stanisława Kostki. Jedną drużynę pozostawiono w jego ruinach jako osłonę przed możliwym kontratakiem. Furtka w murze, który bronił dostępu na teren kościelny, była zamknięta. Nie udało się rozbić jej wiązką granatów, ostatecznie przydzielone „Lewarowi” minerki wysadziły ją ładunkiem plastyku. Powstańcy błyskawicznie podbiegli pod zakrystię kościoła św. Krzyża. Jej drzwi również zostały wysadzone przez minerki – wraz ze sporym fragmentem ściany. Przez powstały wyłom żołnierze „Lewara” wtargnęli do kościoła. Odgłosy strzelaniny trwającej w rejonie „księżówki” zagłuszyły wybuchy powstańczych min, dzięki czemu Polakom udało się uzyskać element zaskoczenia. Jedna z drużyn „Lewara” uderzyła na chór, gdzie znajdowało się stanowisko niemieckiego rkm, druga – na ganek z balustradą głównej nawy kościelnej, trzecia – w kierunku kaplicy Matki Boskiej Częstochowskiej, czwarta – w kierunku drzwi wejściowych. Podczas trwającej nie więcej jak piętnaście minut walki zabito sześciu Niemców, a dwóch wzięto do niewoli. Nacierający nie ponieśli żadnych strat. Cześć ocalałych obrońców wycofała się przez otwór wybity w drzwiach świątyni, po czym zbiegła na drugą stronę Krakowskiego Przedmieścia – w kierunku kampusu Uniwersytetu. Uciekających ostrzelały powstańcze placówki z pałacu Staszica. Kilku Niemców z obsługi znajdującego się na chórze rkm schroniło się na kościelnej wieży. Ich likwidacja okazała się niemożliwa, bowiem gdy powstańcy podjęli próbę przedostania się na szczyt wieży, obrońcy zaczęli ciskać w dół granaty trzonkowe. Po opanowaniu kościoła żołnierze „Lewara” zabarykadowali drzwi wejściowe przy użyciu ławek i wyrwanych z podłogi płyt. W podziemiach znaleziono 50 polskich cywilów, uwiezionych tam przez Niemców. Z okien kaplicy Matki Boskiej Częstochowskiej rozpoczęto ostrzał zabudowań Komendy.
W międzyczasie żołnierze „Harnasia” nadal ostrzeliwali „księżówkę” i Mittelswache. Dowódca zgrupowania przywiązywał zwłaszcza dużą wagę do wyeliminowania bunkra, który bronił dostępu do pierwszego z tych budynków. W tym celu wraz z uzbrojonym w PIAT-a pchor. Adamem Podkólińskim ps. „Michał” udał się na strych domu przy ul. Traugutta 3. Pierwsze dwa strzały „Michała” okazały się niecelne. Trzecim, ostatnim, pociskiem zdołał on jednak rozbić bunkier. Sukces ten umożliwił polskim żołnierzom zbliżenie się do niemieckich obiektów na odległość szturmową. Grupa żołnierzy oddziału specjalnego Zgrupowania „Harnaś”, dowodzona przez Witolda Kieżuna ps. „Wypad”, dobiegła do jednego z narożników „księżówki”, a następnie wdarła się do budynku.
Rozbicie bunkra przy „księżówce” ułatwiło także zadanie innym pododdziałom. Żołnierze oddziału „Rygiel” dobiegli do muru broniącego dostępu do Mittelswache i założyli ładunek wybuchowy. Wyłom okazał się jednak zbyt wąski, a Niemcy szybko zaryglowali go ogniem broni maszynowej. Kapitan „Andrzej” rozkazał więc swoim żołnierzom przejść kilkanaście metrów dalej, tam gdzie mur znajdował się w martwym polu ostrzału. Żołnierze sforsowali przeszkodę i zajęli garaże Komendy, ostrzeliwując stamtąd budynek Mittelswache. Tymczasem do wspomnianego wyłomu dobiegły nacierające w drugim rzucie drużyny oddziału osłonowego TWZW. Silny niemiecki ostrzał uniemożliwił im przedostanie się na drugą stronę. Jeden z żołnierzy oddziału TWZW został śmiertelnie ranny, zginął także strz. „Kazik” z oddziału „Rygiel”, którego pozostawiono przy wyłomie jako wartownika. Ostatecznie żołnierze oddziału TWZW również sforsowali mur w martwym polu ostrzału i dołączyli do kolegów walczących w rejonie garaży.

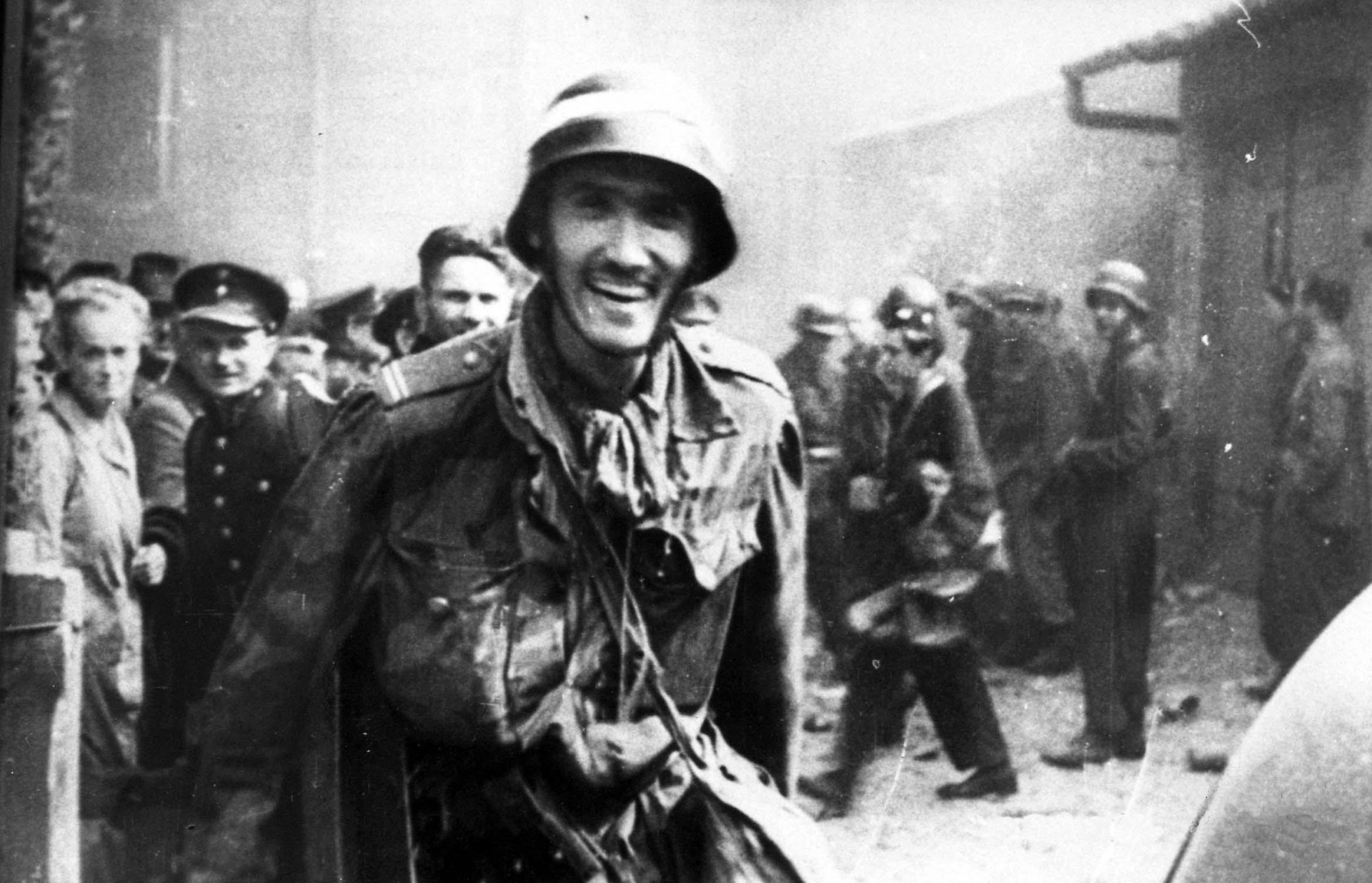
Witold Kieżun ps. „Wypad” sfilmowany po zdobyciu Komendy Policji

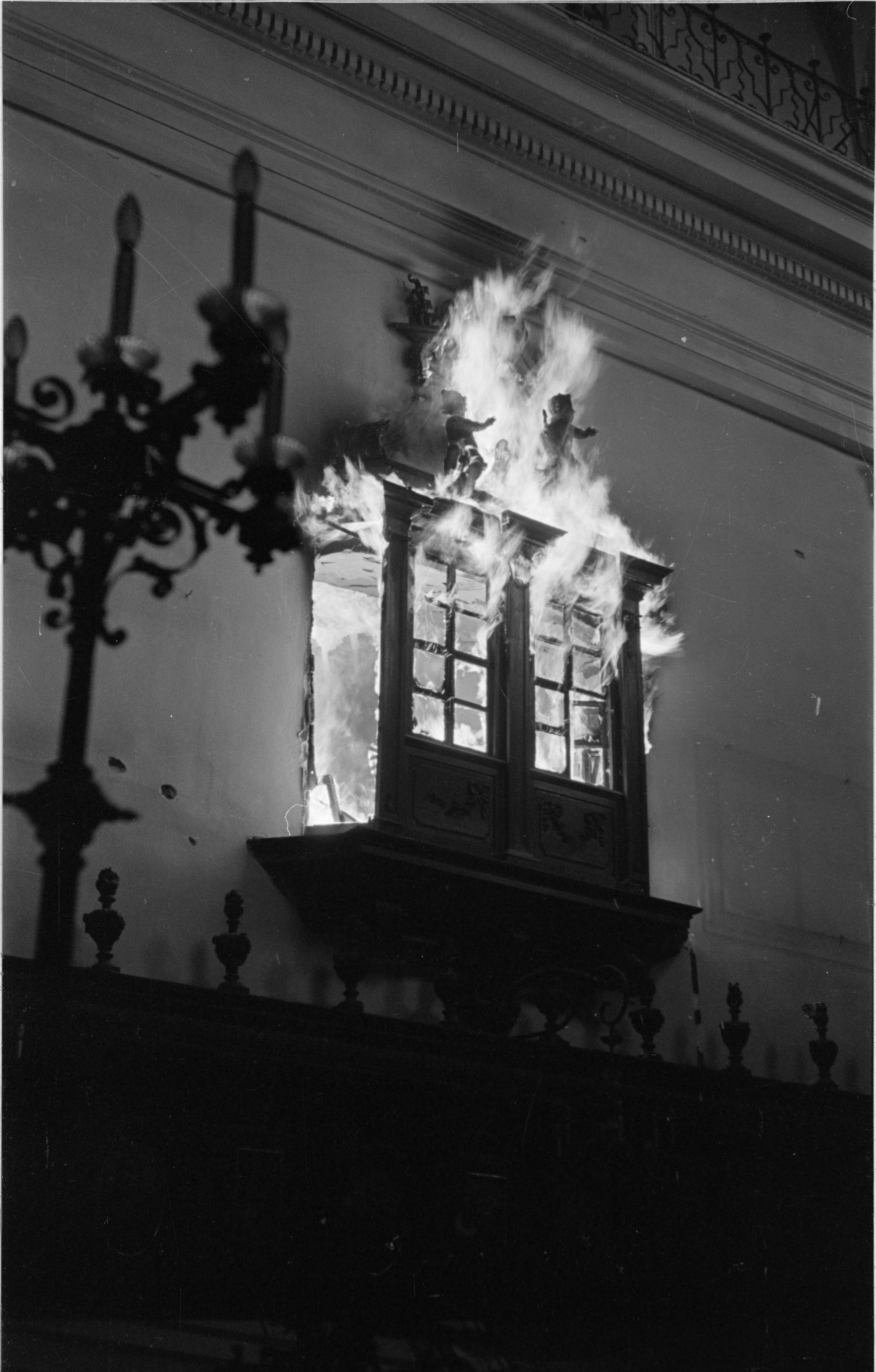
Pożar we wnętrzu kościoła św. Krzyża

Tymczasem „Lewar” zdobywszy kościół św. Krzyża, zamierzał rozwinąć natarcie na „księżówkę”. Gdy tylko jednak żołnierze przydzielonego mu plutonu kompanii „Koszta” wyszli za kościelny mur, znaleźli się pod silnym ostrzałem Niemców. Trzech powstańców padło zabitych. Od księdza Czapli uwolnionego z podziemi kościoła „Lewar” dowiedział się, że „podziemnym przejściem”, o którym wspominał wcześniej organista Matusiak, jest w rzeczywistości przewód centralnego ogrzewania, w którym z trudem mógł się zmieścić jeden człowiek. Niemniej „Lewar” wraz z kilkoma żołnierzami podjął próbę przedostania się tą drogą do piwnic „księżówki”. Gdy żołnierze dotarli na miejsce, usłyszał ich Niemiec strzegący wejścia do piwnic. Zaniepokojony oddał niecelny strzał. Na temat dalszego przebiegu wydarzeń źródła podają rozbieżne informacje. „Lewar” – a w ślad za nim Włodzimierz Rosłoniec – twierdził, że w „księżówce” rozegrała się zacięta walka, w czasie której dochodziło nawet do starć wręcz. Jego żołnierze idąc od izby do izby, mieli kolejno likwidować niemieckie punkty oporu, walnie przyczyniając się tym samym do zdobycia budynku. „Lewar” podaje jednocześnie, że Niemcy podjęli próbę odbicia „księżówki”, która załamała się jednak w ogniu powstańców. Zupełnie inną wersję wydarzeń przedstawiał Robert Bielecki, który opierał się przede wszystkim na relacjach żołnierzy „Harnasia”. Mianowicie Niemcy – wstrząśnięci atakiem z kilku stron i pozbawieniem osłony w postaci bunkra – mieli uciec pod osłonę murów Mittelswache i głównego gmachu Komendy. W efekcie wyszedłszy z piwnicy, żołnierze „Lewara” natknęli się jakoby na żołnierzy innych oddziałów, którzy penetrowali wyższe piętra opustoszałej „księżówki”.
Równocześnie z natarciem na kościół św. Krzyża i Komendę Policji pododdziały Zgrupowania „Krybar” uderzyły na kampus Uniwersytetu Warszawskiego. Po kilkugodzinnej walce polscy żołnierze zostali odparci, tracąc dwóch zabitych i wielu rannych. Zdaniem Adama Borkiewicza natarcie na Uniwersytet, choć nieudane, ułatwiło atak na kościół i Komendę, gdyż związało część sił wroga, które w innym przypadku mogłyby przyjść z odsieczą ich załodze. Dopiero po godzinie 5:00 na Krakowskie Przedmieście wjechało kilka czołgów i dział pancernych, które ostrzelały fasadę kościoła św. Krzyża. Jeden z pocisków eksplodował w lewej nawie, zabijając siedmiu polskich żołnierzy. Śmiertelnie ranny został pchor. „Bończa” z batalionu „Kiliński”, który ze swą drużyną samorzutnie przyłączył się do ataku. Z powodu silnego ostrzału powstańcy musieli się wycofać w głąb świątyni. Włodzimierz Rosłoniec podaje, że po pewnym czasie czołgi zostały zmuszone do odwrotu przez ostrzał polskiego moździerza, który zajmował stanowisko w budynku na rogu ulic Kopernika i Bartoszewicza. Z kolei uzbrojeni w PIAT-a strzelcy „Odonicz” i „Doliwa” ze Zgrupowania „Krybar” mieli zlikwidować bunkier stojący na przedpolu Komendy.
Około godziny 7:00 do natarcia ponownie ruszyły pododdziały prawego skrzydła. Kilkunastu żołnierzy zdołało podbiec pod ślepą ścianę oficyny Komendy. Obrońcy nieskutecznie usiłowali ich powstrzymać, ciskając ręczne granaty przez dymniki. Jako że była to jednak złej jakości zdobyczna broń włoska, większość granatów nie eksplodowała. Tymczasem polscy żołnierze granatami wysadzili żelazną furtkę prowadzącą do oficyny, po czym wdarli się do środka. Niedługo później okazało się, że Niemcy opuścili budynek i schronili się w głównym gmachu Komendy. „Harnaś” zamierzał wyprowadzić z oficyny szturm na Mittelswache, stąd sprowadził tam z „księżówki” żołnierzy swojego oddziału specjalnego. Początkowo silny niemiecki ostrzał udaremnił jednak jego plany. Ciężko ranny został wtedy Andrzej Ziółkowski ps. „Andy”, cieszący się opinią jednego z najdzielniejszych żołnierzy Zgrupowania „Harnaś”.
Polscy żołnierze, którzy obsadzali pałac Staszica, byli świadkami, jak pojedynczy Niemcy wymykali się z gmachu Komendy i uciekali na drugą stronę Krakowskiego Przedmieścia. Otworzono do nich ogień, kilku padło zabitych na jezdni. Na ten widok pozostali Niemcy zaczęli wyrzucać na ulicę rozmaite meble, by stworzyć w ten sposób chociażby prowizoryczną osłonę. Wkrótce w Krakowskie Przedmieście wjechała grupa siedmiu czołgów i dział pancernych, które ustawiwszy się poza zasięgiem polskich PIAT-ów, zaczęły ostrzeliwać pałac. Na szczęście dla Polaków większość pocisków jedynie przebijała mury, eksplodując na podwórzu. Po pewnym czasie jedno z dział pancernych, za którym postępowała grupa piechurów, podjechało w pobliże pałacu. Polski PIAT okazał się nieskuteczny, gdyż jego pociski jedynie odbijały się od pancerza pojazdu. Sytuację uratował pchor. Stanisław Kiciński ps. „Turek”, który wbiegł na parter pałacu i otworzył ogień ze swojego rkm, celując w nogi piechurów widoczne między gąsienicami działa. Chcąc osłonić żołnierzy pojazd obrócił się bokiem do pałacu, a po chwili wycofał się w głąb Krakowskiego Przedmieścia. Od tego momentu niemieckie pojazdy pancerne ograniczyły się do ostrzeliwania pałacu z bezpiecznej odległości, usiłując w ten sposób osłonić ucieczkę obrońców Komendy. W czasie ostrzału ranny został dowodzący obroną pałacu ppor. „Biskup”. W pewnym momencie Polacy przerwali ogień, umożliwiając nieprzyjacielskiemu samochodowi sanitarnemu zabranie z jezdni ciężko rannego Niemca.
W międzyczasie oddziały szturmowe kontynuowały ostrzał Mittelswache. Wkrótce jej obrońcy zorientowali się, że na skutek opanowania przez powstańców kościoła, oficyny i „księżówki” znaleźli się w okrążeniu. Z okna pierwszego piętra wywieszono białą flagę, po czym szesnastu Niemców wyszło z budynku z rękoma podniesionymi do góry. Kapitulacja wartowni umożliwiła powstańcom wdarcie się do głównego gmachu Komendy. Odkryto wtedy, że większość jego obrońców zdążyła już zbiec na drugą stronę Krakowskiego Przedmieścia. Wkrótce okazało się jednak, że grupa Niemców wciąż kontynuuje opór na górnych piętrach Mittelswache. Prawdopodobnie byli to policjanci i wschodni kolaboranci, którzy obawiali się, że zostaną rozstrzelani w odwecie za swe wcześniejsze zbrodnie na ludności cywilnej. Nie chcąc ryzykować bezpośredniego szturmu Polacy podprowadzili motopompę, oblali budynek mieszanką łatwopalną, po czym podłożyli ogień. Z płonącego budynku nikt się nie wydostał. Prawdopodobnie Niemcy i ich kolaboranci popełnili zbiorowe samobójstwo, chcąc w ten sposób uniknąć śmierci w płomieniach.

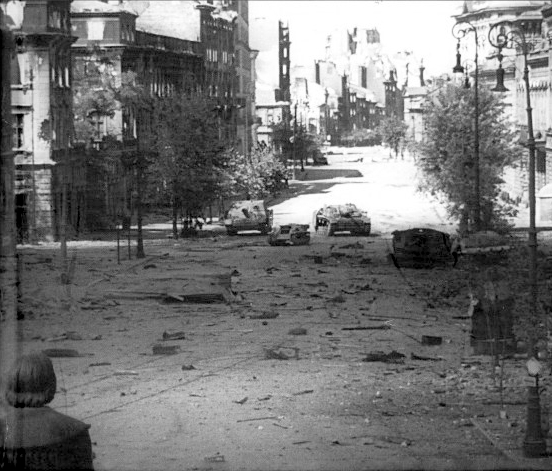
Atak niemieckich pojazdów pancernych na pałac Staszica

Około godziny 10:00, gdy walka o komendę była już w zasadzie zakończona, Niemcy rozpoczęli kontratak w rejonie ul. Traugutta. Pojawiły się tam dwa czołgi z osłoną piechoty, które uderzyły na polską pozycję ryglową w gmachu Komunalnej Kasy Oszczędnościowej. Jeden czołg zniszczył strzałem PIAT-a kpt. Romuald Stępowski ps. „Zawierucha” z kompanii „Lewara”, drugi, trafiony butelką zapalającą, odjechał na Krakowskie Przedmieście, po czym znieruchomiał pod bramą Uniwersytetu. Po pewnym czasie żołnierze Zgrupowania „Harnaś” podjęli próbę podejścia do czołgu na odległość strzału z PIAT-a. Czołg pierwszy jednak otworzył ogień – początkowo w kierunku gmachu Komendy, gdzie eksplozje jego pocisków zraniły kilku powstańców. Wycofał się następnie pod Hotel Bristol, skąd ostrzelał kościół św. Krzyża. Jego załoga nie zdawała sobie jednak sprawy, że na wieży kościoła wciąż znajduje się kilku Niemców. Ostrzał spowodował wybuch pożaru, który szybko ogarnął dach świątyni. Znajdujący się na wieży żołnierze zginęli w płomieniach. Później Niemcy podjęli jeszcze próbę podprowadzenia pod pałac Staszica tankietki z ładunkiem wybuchowym (prawdopodobnie był to pojazd Sd.Kfz.301 – Borgward IV), jednakże wpadła ona w poślizg i uderzyła we wrak czołgu stojący na Krakowskim Przedmieściu, dzięki czemu eksplozja nastąpiła przedwcześnie.

### Bilans

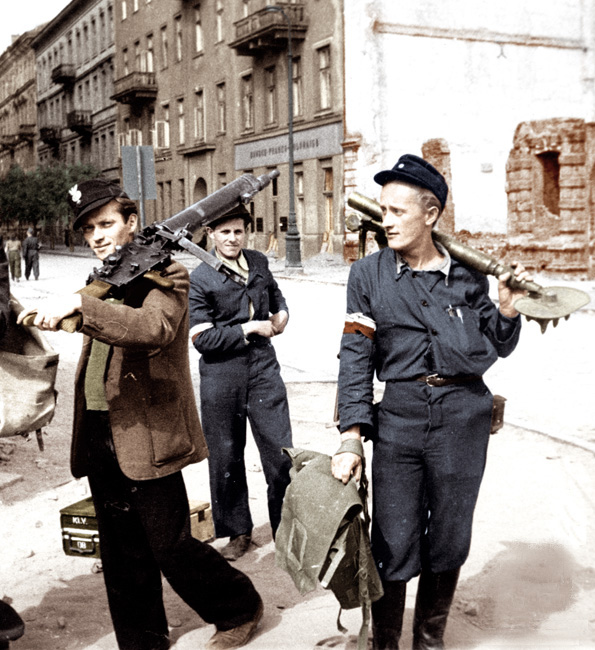
Polscy żołnierze wynoszący broń ze zdobytego gmachu Komendy

W ocenie Roberta Bieleckiego zdobycie kościoła św. Krzyża i Komendy Policji było jednym z największych polskich sukcesów taktycznych w skali całego powstania. Polacy zlikwidowali bowiem silnie bronioną niemiecką pozycję, która wbijała się w głąb opanowanego przez nich terytorium. Dzięki odniesionemu sukcesowi oparli swoją linię obrony o Krakowskie Przedmieście, co potencjalnie umożliwiało rozwinięcie działań zaczepnych w kierunku Starego Miasta i Uniwersytetu.
Polacy wzięli 80 jeńców, wśród których znajdował się dowódca załogi Komendy por. Schlichter. W zdobytych budynkach odnaleziono zwłoki 32 Niemców i ich kolaborantów. Prawdopodobnie straty nieprzyjaciela były jednak wyższe, gdyż zwłoki nieustalonej liczby obrońców doszczętnie spłonęły w wieży kościoła oraz w Mittelswache. W ręce powstańców wpadły znaczne ilości broni, amunicji, wojskowego oporządzenia i żywności. Wśród zdobyczy znajdowały się m.in. trzy ckm i kilka rkm. Zdobyto także wiele odbiorników radiowych, uprzednio skonfiskowanych przez Niemców. Uwolniono kilkudziesięciu „granatowych policjantów”, których po wybuchu powstania Niemcy rozbroili i zamknęli w piwnicach Komendy. Był wśród nich komendant „granatowej policji” w Warszawie mjr. Franciszek Przymusiński.
Opracowania historyczne podają rozbieżne informacje na temat polskich strat, szacując je na 11 lub 14 zabitych oraz około 20 rannych. Dość zgodnie podają natomiast, że wśród zabitych znalazło się sześciu żołnierzy kompanii „Lewar”. Jednym z nich był szef kompanii, sierż. Kazimierz Mianowski ps. „Hef”. Zdaniem Roberta Bieleckiego były to straty stosunkowo niewielkie, jeśli wziąć pod uwagę trudność zadania i siłę ognia obrońców. Adam Borkiewicz uznał jednakże polskie straty za „bardzo duże”.
Zdobycie kościoła i Komendy poprawiło nastroje w śródmiejskich oddziałach AK. Szeroko relacjonowała je powstańcza prasa. Na potrzeby powstańczej kroniki filmowej żołnierze „Lewara” i „Harnasia” ponownie zainscenizowali walkę o zdobycie kościoła.

## Epilog

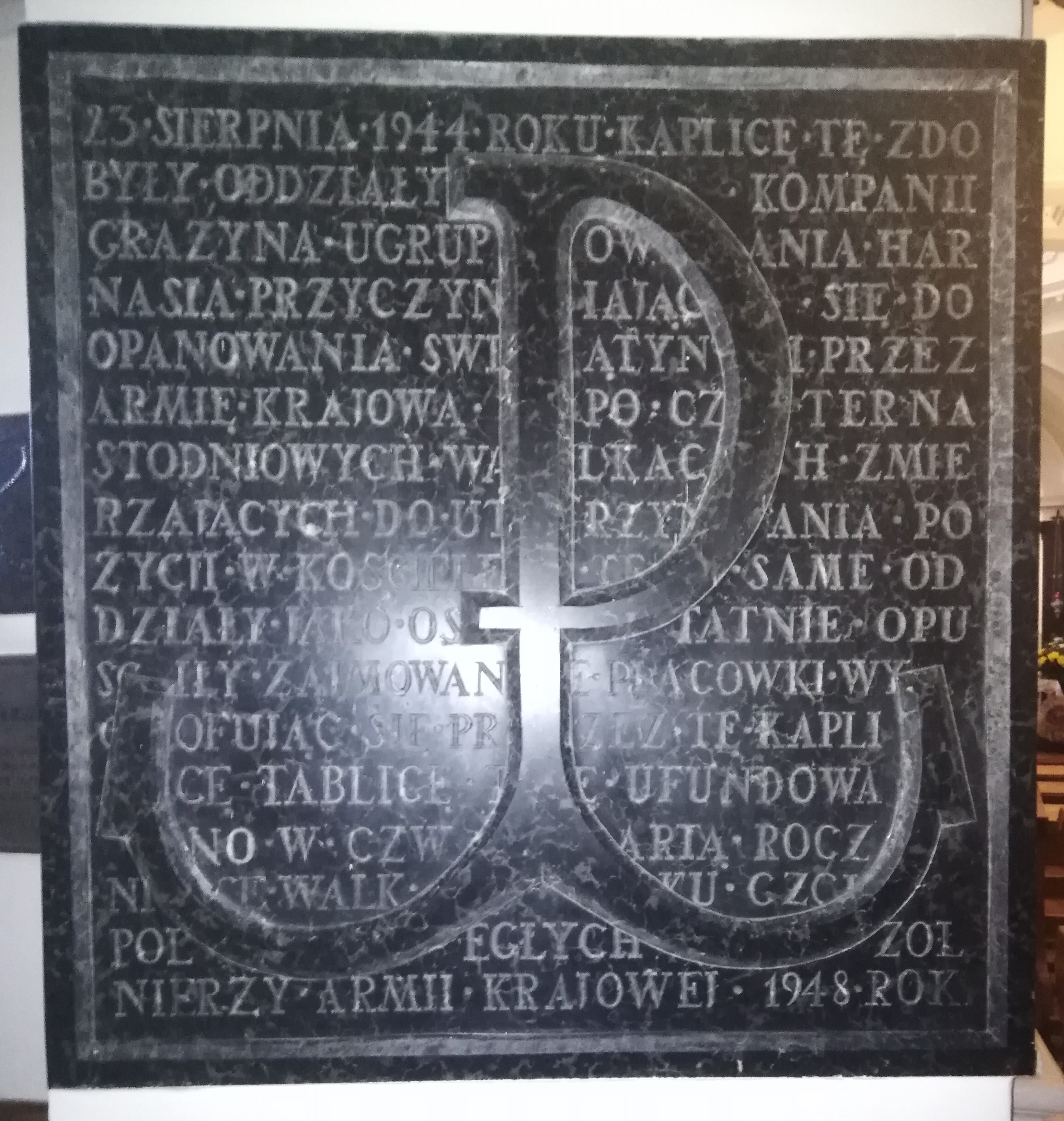
Kościół św. Krzyża. Tablica upamiętniająca żołnierzy kompanii „Grażyna” Zgrupowania „Harnaś”

Odniesiony 23 sierpnia sukces nie został w pełni wykorzystany. Polscy weterani byli przekonani, że gdyby po zdobyciu kościoła i Komendy powstańcze dowództwo zdecydowało się kontynuować natarcie i wprowadzić do walki świeże oddziały, możliwe byłoby opanowanie parzystej strony ul. Traugutta i przesunięcie polskich pozycji aż w rejon ul. Królewskiej. „Lewar” twierdził z kolei w swych wspomnieniach, że zaproponował dowództwu, aby „idąc za ciosem” przeprowadzić wspólnie ze Zgrupowaniem „Krybar” kolejne natarcie na Uniwersytet. Pułkownik „Monter” i ppłk. „Radwan” nie zdecydowali się jednak na kontynuowanie działań zaczepnych w rejonie Krakowskiego Przedmieścia, być może ze względu na zaabsorbowanie walkami, które toczyły się w tym czasie na innych odcinkach. Tymczasem już 24 sierpnia Niemcy umocnili swoje pozycje w rejonie ul. Traugutta. Dziewięć dni później kompania „Lewara” i Zgrupowanie „Harnaś” poniosły ciężkie straty, bezskutecznie usiłując zdobyć kamienicę Raczyńskich oraz inne obiekty po parzystej stronie Traugutta. Niepowodzeniem zakończyło się także przeprowadzone tego samego dnia trzecie natarcie na Uniwersytet.
Od 25 sierpnia za obronę kościoła i Komendy odpowiadało wyłącznie Zgrupowanie „Harnaś”. Kompania „Lewara” powróciła natomiast na swe pierwotne pozycje przy zbiegu ulic Traugutta i Czackiego. W ostatnim tygodniu sierpnia niemieckie czołgi regularnie ostrzeliwały oba gmachy, ciężko je uszkadzając. W rezultacie polscy żołnierze byli zmuszeni zbudować barykadę wewnątrz kościoła św. Krzyża. 
Na początku września, równocześnie z generalnym szturmem na Powiśle, Niemcy podjęli próbę wyparcia oddziałów AK z linii Krakowskiego Przedmieścia i Nowego Światu. Jednym z głównych celów ataku stały się utracone 23 sierpnia gmachy kościoła św. Krzyża, Komendy Policji i pałacu Staszica. Wstępem do natarcia były gwałtowne naloty lotnicze i ostrzał artyleryjski, którymi 3 września obłożono powstańcze pozycje. Tego dnia na ul. Świętokrzyskiej od odłamku niemieckiej bomby zginął por. „Harnaś”. Następnego dnia do natarcia ruszyła niemiecka piechota wsparta bronią pancerną. Poważnie ranny został wtedy por. „Lewar”. Walki miały bardzo zacięty charakter, niektóre pomieszczenia kościoła św. Krzyża kilkukrotnie przechodziły z rąk do rąk. 6 września Niemcy ostatecznie wyparli powstańców z ruin świątyni. Następnego dnia polscy żołnierze wycofali się z gmachu Komendy i ruin pałacu Zamoyskich.

## Upamiętnienie

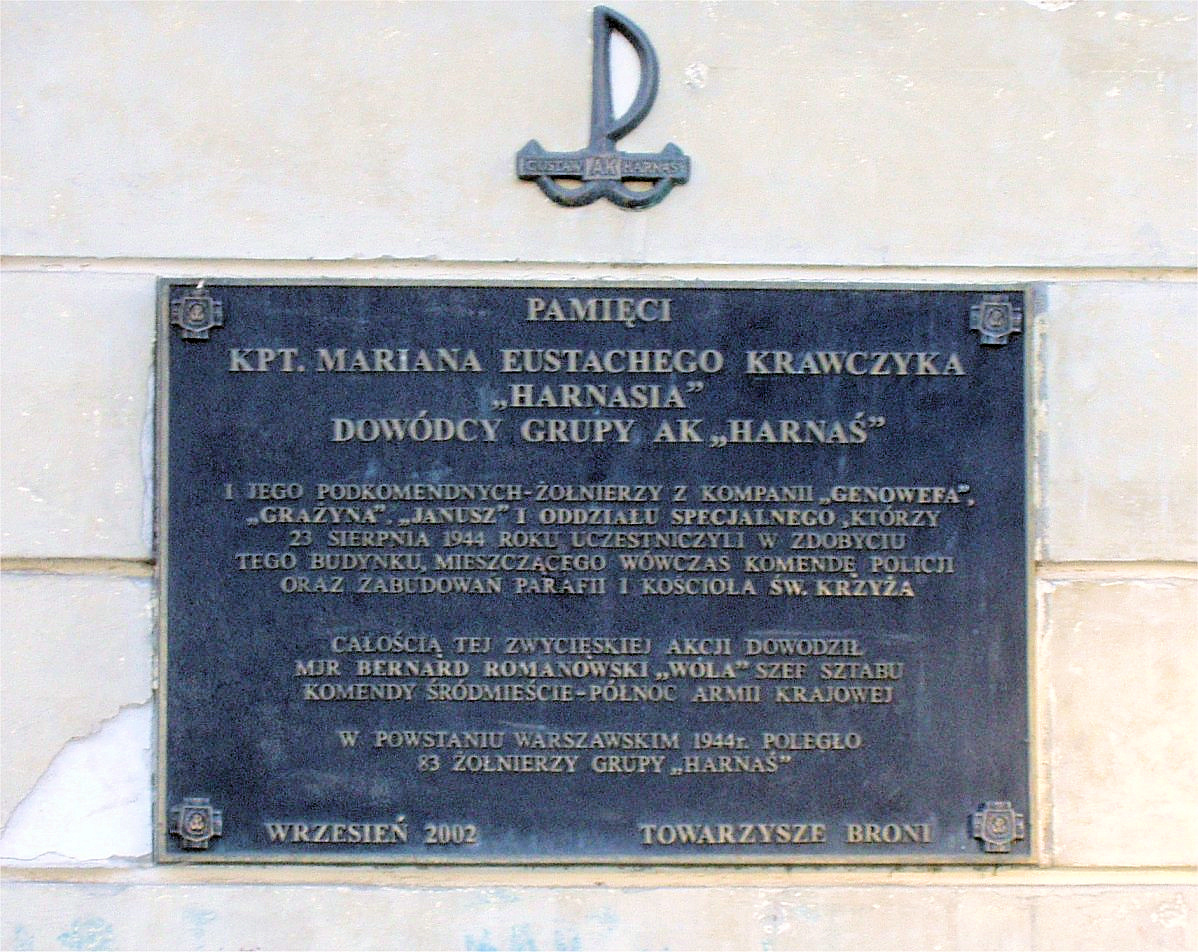
Tablica na ścianie kamienicy przy Krakowskim Przedmieściu 1 upamiętniająca por. „Harnasia” i żołnierzy jego zgrupowania

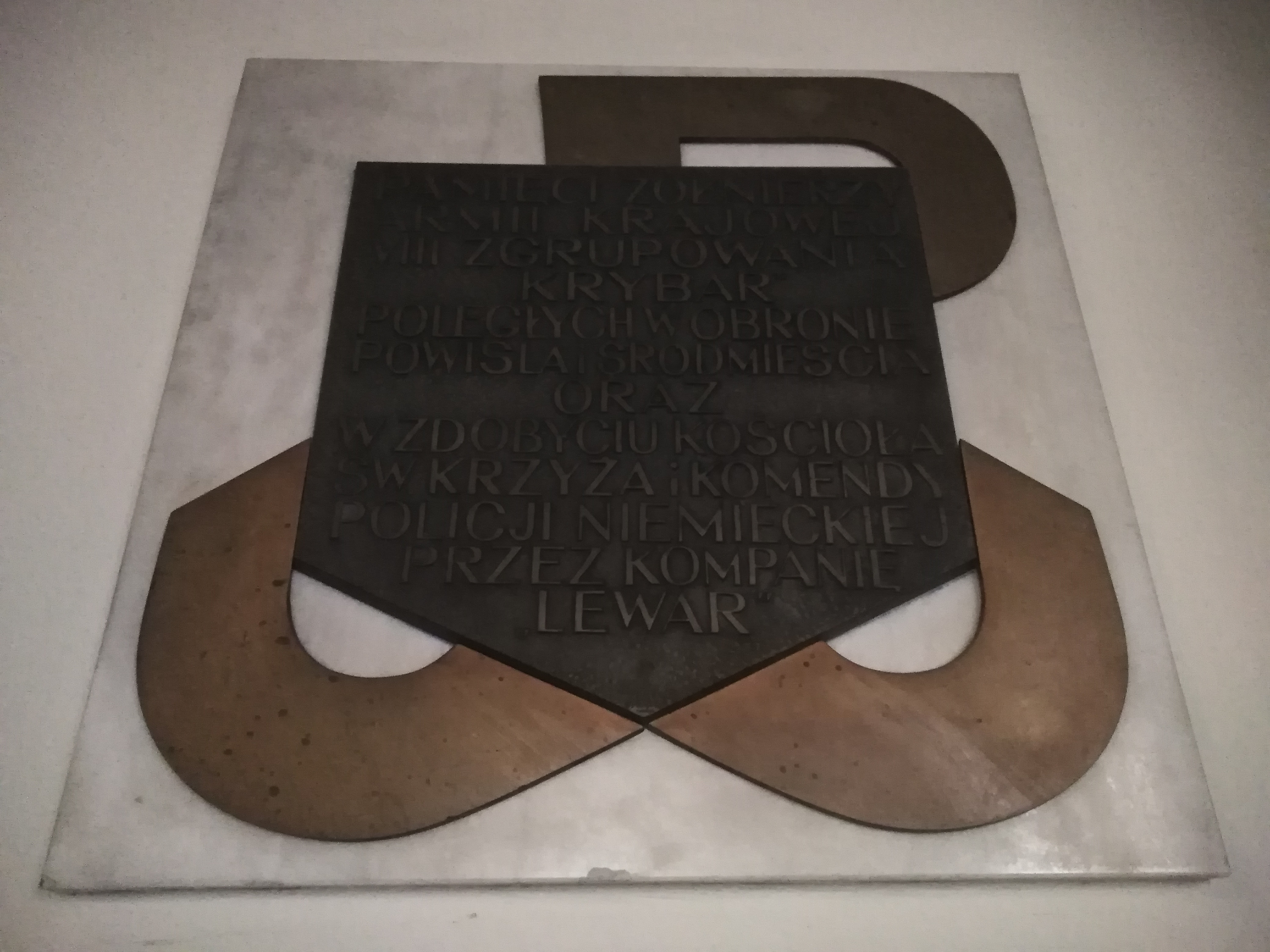
Kościół św. Krzyża. Tablica upamiętniająca żołnierzy Zgrupowania „Krybar”, w tym żołnierzy kompanii „Lewara”

Wewnątrz kościoła św. Krzyża, w kaplicy Matki Boskiej Częstochowskiej, znajdują się tablice upamiętniające walki toczone o ten gmach w 1944 roku. Na jednej z nich widnieje napis:

Pamięci żołnierzy Armii Krajowej VIII Zgrupowania „Krybar” poległych w obronie Powiśla i Śródmieścia oraz w zdobyciu Kościoła Św. Krzyża i Komendy Policji Niemieckiej przez kompanię „Lewar”

Nieopodal znajduje się tablica z inskrypcją o treści:

23 sierpnia 1944 roku kaplicę tę zdobyły oddziały kompanii Grażyna ugrupowania Harnasia, przyczyniając się do opanowania świątyni przez Armię Krajową. Po czternastodniowych walkach zmierzających do utrzymania pozycji w kościele, te same oddziały jako ostatnie opuściły zajmowane placówki wycofując się przez tę kaplicę. Tablicę tę ufundowano w czwartą rocznicę walk ku czci poległych żołnierzy Armii Krajowej. 1948 rok

W 2002 roku na ścianie kamienicy przy Krakowskim Przedmieściu 1, w której do 1944 roku mieściła się siedziba Komendy Policji, zawieszono tablicę pamiątkową z inskrypcją o treści:

Pamięci kpt. Mariana Eustachego Krawczyka „Harnasia” dowódcy grupy AK „Harnaś” i jego podkomendnych – żołnierzy z kompanii „Genowefa”, „Grażyna”, „Janusz” i oddziału specjalnego, którzy 23 sierpnia 1944 roku uczestniczyli w zdobyciu tego budynku, mieszczącego wówczas komendę policji oraz zabudowań parafii i kościoła św. Krzyża. Całością tej zwycięskiej akcji dowodził mjr Bernard Romanowski „Wola” szef sztabu Komendy Śródmieście – Północ Armii Krajowej. W Powstaniu Warszawskim 1944 r, poległo 83 żołnierzy grupy „Harnaś”. Wrzesień 2002. Towarzysze broni.